# 拉让蒂耶尔
拉让蒂耶尔（法語：Largentière，法語發音：[laʁʒɑ̃tjɛʁ] ⓘ），法国东南部市镇，位于奥弗涅-罗讷-阿尔卑斯大区阿尔代什省，同时也是该省的一个副省会，下辖拉让蒂耶尔区，其市镇面积为7.22平方公里，2022年1月1日时人口数量为1,496人，在法国城市中排名第6,727位。
拉让蒂耶尔位于阿尔代什省南部，利涅河畔，是一个区域性的行政中心，多条地方公路在此交汇。拉让蒂耶尔因当地历史上的银矿及方铅矿开采而兴起，其历史城区内存有保留完整的中世纪建筑群。

## 地名来源
根据当地官方网站的论述，“Largentière”一名最初于公元12世纪以“Argentaria”的形式被记载，该名称可能出自当地10至14世纪间开采的一处银矿。在法国大革命以前，当地名称官方拼写为“L'Argentière”。
拉让蒂耶尔所处区域历史上曾通行奥克语，“Largentière”在奥克语维基百科及同语言的Openstreetmap中被标记为“L'Argentèira”。

## 历史

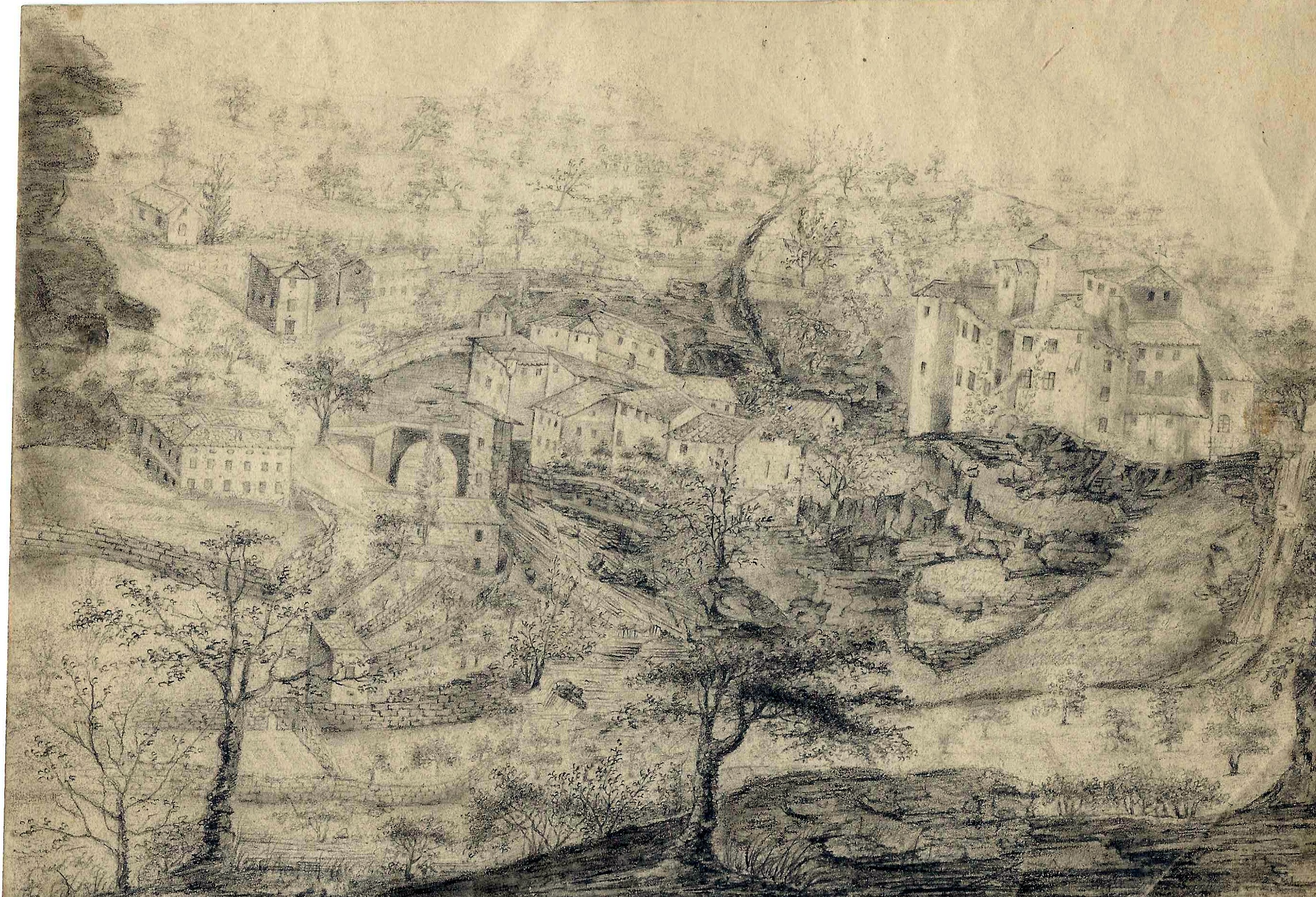
19世纪初的拉让蒂耶尔（绘画）

拉让蒂耶尔的早期历史尚不清楚。根据当地官方网站的论述，拉让蒂耶尔始建于中世纪中后期，因银矿开采而兴起并形成聚落。12世纪时，维维耶主教曾与图卢兹伯爵发生银矿开采权的争夺。14世纪时，拉让蒂耶尔建成了城墙、城堡和三处横跨利涅河的桥梁。宗教战争期间，拉让蒂耶尔成为法兰西王国在维瓦赖的一处行政中心，这一设置在战争结束后得到保留。法国大革命后，拉让蒂耶尔成为阿尔代什省的一个市镇，并在1790至1801年间为该省的一个地区行署，后改制成为副省会。1878年，利涅河发生特大洪水，拉让蒂耶尔的一座桥梁及部分沿河建筑被毁。工业革命期间，拉让蒂耶尔银矿及方铅矿得到开采，圣塞尔南—拉让蒂耶尔铁路于1879年建成通车。20世纪60年代，拉让蒂耶尔的金属矿开采活动方兴未艾，当地吸引了大批来自原法属海外殖民地的居民，鼎盛时期当地常住人口数量超过三千。自20世纪70年代起，受到经济及能源危机等因素的影响，拉让蒂耶尔境内的矿业开采活动大幅下降。当地的矿井于1982年关闭，其厂房于1985年被改建为一处医药实验中心。连接拉让蒂耶尔的铁路于1988年关闭并废弃。
在行政区划方面，1801至2014年间，拉让蒂耶尔曾为同名县的县治所在地；1974至1988年间，托里耶曾整体并入拉让蒂耶尔。

## 地理

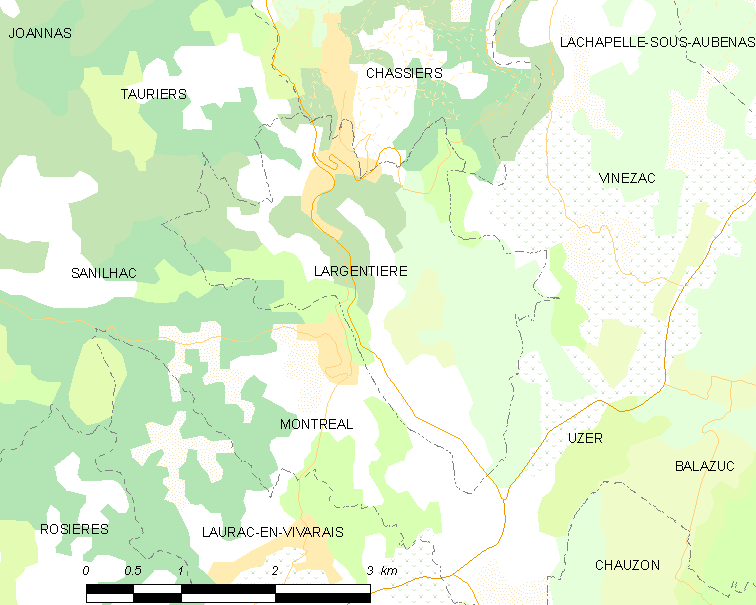
拉让蒂耶尔市镇范围地图

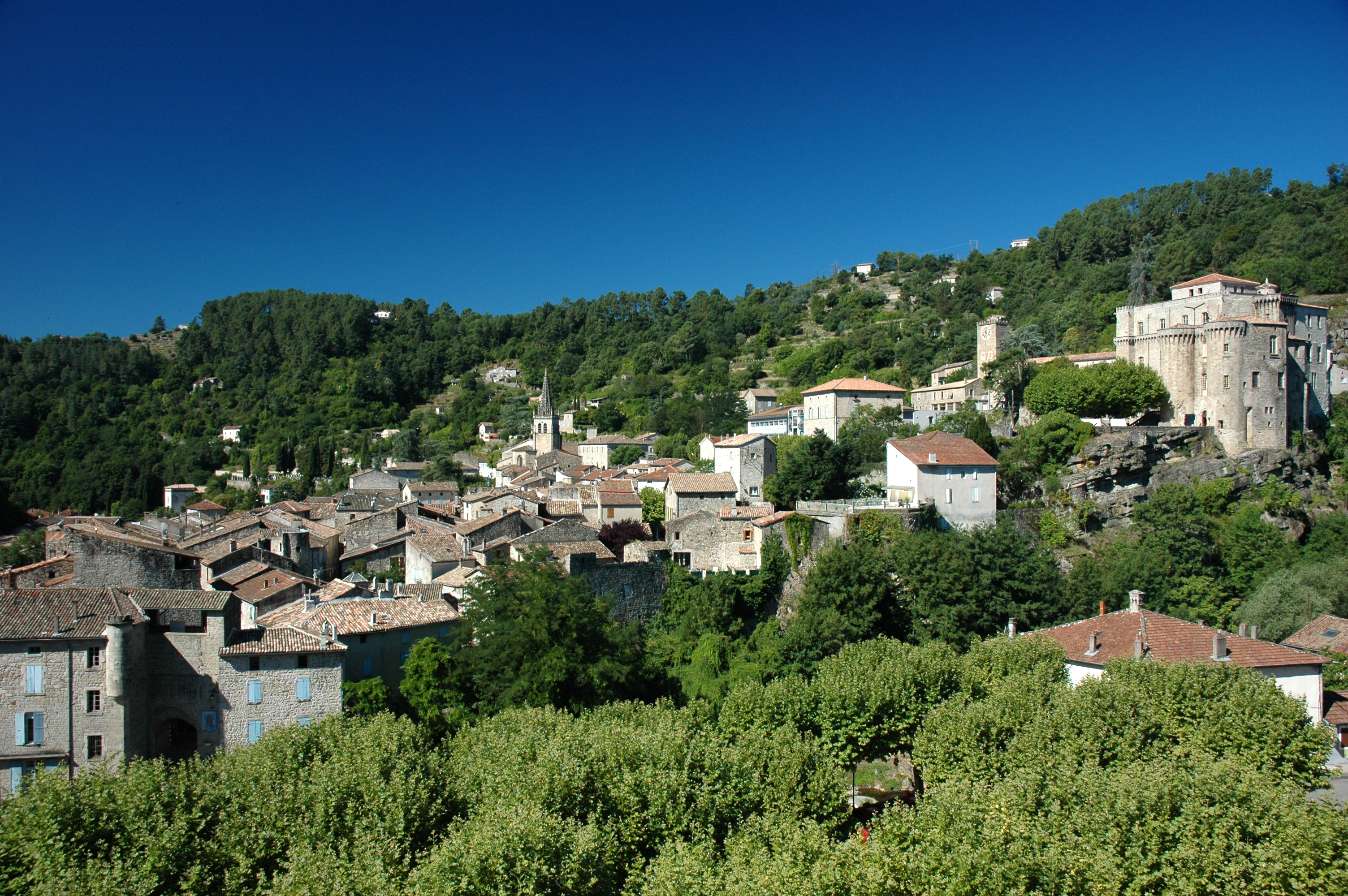
远眺拉让蒂耶尔镇中心全景

拉让蒂耶尔位于法国东南部，奥弗涅-罗讷-阿尔卑斯大区南部和阿尔代什省南部，距离省会普里瓦大约44公里。与拉让蒂耶尔接壤的市镇包括：托里耶、沙西耶、蒙雷阿勒、萨尼亚克、维讷扎克和于泽尔。

### 地形
拉让蒂耶尔位于法国中央高原东南部边缘，塔纳尔格山腹地，境内以丘陵为主，市镇中心位于一处河谷地带，部分街区地势起伏明显，全境海拔在147到420米之间。

### 水文
拉让蒂耶尔位于罗讷河流域范围内，利涅河自北向南流经镇中心，其右岸支流鲁布罗河在市镇南侧与其交汇。

### 植被
拉让蒂耶尔属于温带阔叶混交林区，林地广泛分布于镇中心附近的丘陵地区。
在鲜花城市的评比中，拉让蒂耶尔暂未被评级。

### 气候
拉让蒂耶尔在柯本气候分类法中属于带有山地及地中海气候特征的温带海洋性气候（Cfb），市区东部的丘陵顶端建有大规模的太阳能板发电中心。
距离拉让蒂耶尔最近的常年气象站位于拉纳境内，以下为该气象站的数据：
| 拉纳 1981年－2019年 | 拉纳 1981年－2019年 | 拉纳 1981年－2019年 | 拉纳 1981年－2019年 | 拉纳 1981年－2019年 | 拉纳 1981年－2019年 | 拉纳 1981年－2019年 | 拉纳 1981年－2019年 | 拉纳 1981年－2019年 | 拉纳 1981年－2019年 | 拉纳 1981年－2019年 | 拉纳 1981年－2019年 | 拉纳 1981年－2019年 | 拉纳 1981年－2019年 |
| 月份                | 1月                 | 2月                 | 3月                 | 4月                 | 5月                 | 6月                 | 7月                 | 8月                 | 9月                 | 10月                | 11月                | 12月                | 全年                |
| ------------------- | ------------------- | ------------------- | ------------------- | ------------------- | ------------------- | ------------------- | ------------------- | ------------------- | ------------------- | ------------------- | ------------------- | ------------------- | ------------------- |
| 历史最高温 °C（°F） | 20.3 (68.5)         | 23.2 (73.8)         | 26.9 (80.4)         | 28.7 (83.7)         | 33.1 (91.6)         | 41.4 (106.5)        | 39 (102)            | 41.8 (107.2)        | 34.2 (93.6)         | 31.2 (88.2)         | 23.9 (75.0)         | 19.8 (67.6)         | 41.8 (107.2)        |
| 平均高温 °C（°F）   | 9.1 (48.4)          | 10.8 (51.4)         | 14.9 (58.8)         | 17.6 (63.7)         | 22.1 (71.8)         | 26.5 (79.7)         | 29.6 (85.3)         | 29.3 (84.7)         | 23.5 (74.3)         | 18.2 (64.8)         | 12.6 (54.7)         | 9.1 (48.4)          | 18.6 (65.5)         |
| 日均气温 °C（°F）   | 5 (41)              | 6.1 (43.0)          | 9.6 (49.3)          | 12.2 (54.0)         | 16.4 (61.5)         | 20.4 (68.7)         | 23.1 (73.6)         | 22.8 (73.0)         | 18.1 (64.6)         | 13.8 (56.8)         | 8.7 (47.7)          | 5.3 (41.5)          | 13.5 (56.3)         |
| 平均低温 °C（°F）   | 1 (34)              | 1.4 (34.5)          | 4.2 (39.6)          | 6.8 (44.2)          | 10.6 (51.1)         | 14.3 (57.7)         | 16.7 (62.1)         | 16.4 (61.5)         | 12.6 (54.7)         | 9.3 (48.7)          | 4.7 (40.5)          | 1.6 (34.9)          | 8.3 (46.9)          |
| 历史最低温 °C（°F） | −10.4 (13.3)        | −10.6 (12.9)        | −10 (14)            | −2.8 (27.0)         | 1.7 (35.1)          | 6.3 (43.3)          | 8.4 (47.1)          | 8.7 (47.7)          | 3.3 (37.9)          | −3.1 (26.4)         | −7.1 (19.2)         | −9.6 (14.7)         | −10.6 (12.9)        |
| 平均降水量 mm（）   | 83.4 (3.28)         | 52.8 (2.08)         | 46.9 (1.85)         | 81.7 (3.22)         | 97 (3.8)            | 74.6 (2.94)         | 41.4 (1.63)         | 65.2 (2.57)         | 157.6 (6.20)        | 157.8 (6.21)        | 124.8 (4.91)        | 91.1 (3.59)         | 1,074.3 (42.30)     |
| 月均日照時數        | 132.1               | 152.5               | 208.4               | 208.1               | 242                 | 285.2               | 314.6               | 280                 | 218.3               | 151.8               | 127.3               | 123.2               | 2,443.5             |
| 来源：infoclimat.fr |                     |                     |                     |                     |                     |                     |                     |                     |                     |                     |                     |                     |                     |

## 行政区划
拉让蒂耶尔的市镇编号为07132，邮政编号为07110。
在行政管理方面，拉让蒂耶尔隶属于法国奥弗涅-罗讷-阿尔卑斯大区阿尔代什省拉让蒂耶尔区；在地方选举方面，拉让蒂耶尔隶属于瓦隆蓬达尔克县，其市镇范围全境被划入阿尔代什省第三选区；在社会管理方面，拉让蒂耶尔是利涅河谷市镇公共社区的办公驻地。
截至2023年11月，拉让蒂耶尔市镇范围内暂无任何城市敏感街区及城市政策优先街区。
法国国家统计与经济研究所（简称）在进行数据统计时，未将拉让蒂耶尔划入任何城市核心区（Unité urbaine），将包括拉让蒂耶尔在内的周边共58个市镇划为欧布纳城市区。自2020年起，欧布纳城市区被包含68个市镇的欧布纳城市辐射区代替。此外，还将拉让蒂耶尔市镇整体看作一个“块区”（IRIS），以便于统计人口分布情况。

## 交通

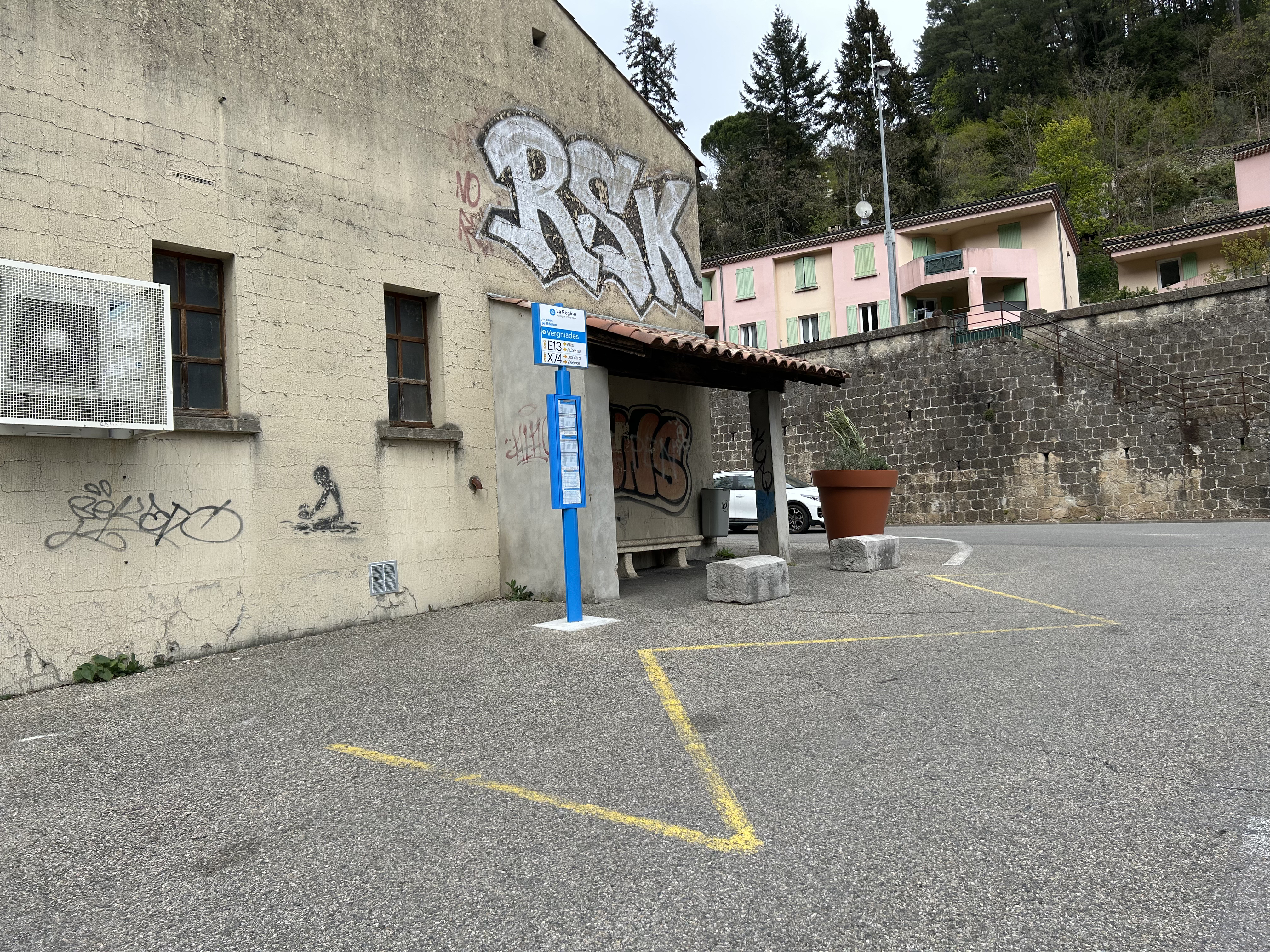
拉让蒂耶尔境内的城际巴士停靠站

### 公路
阿尔代什省省道D5线、D103线和D212线在拉让蒂耶尔境内交汇。奥弗涅-罗讷-阿尔卑斯大区城际客运E13线和X74线经过拉让蒂耶尔，可前往欧布纳、瓦朗斯、蒙特利马尔、茹瓦约斯、阿莱斯等地。
| 18 | 59 |

| 普里瓦 | 46 |

| 欧布纳 | 20 |

| 蓬德拉博姆 | 25 |

2020年，50.4%的拉让蒂耶尔家庭拥有至少一辆私人汽车。2021年，拉让蒂耶尔境内共发生各类交通事故1起，造成1人重伤。

### 铁路
拉让蒂耶尔位于圣塞尔南—拉让蒂耶尔铁路上，该铁路已废弃，大部分路段已拆毁。
距离拉让蒂耶尔最近的运营中的客运铁路车站为55公里外的蒙特利马尔站，该站停靠直通巴黎的高速列车以及往返于里昂和马赛一线的区域列车。

### 航空
距离拉让蒂耶尔最近的民用航空站为104公里外的勒皮机场。

### 城市公共交通
截止2023年11月，拉让蒂耶尔暂无城市公共交通系统。

## 政治

### 市政内阁

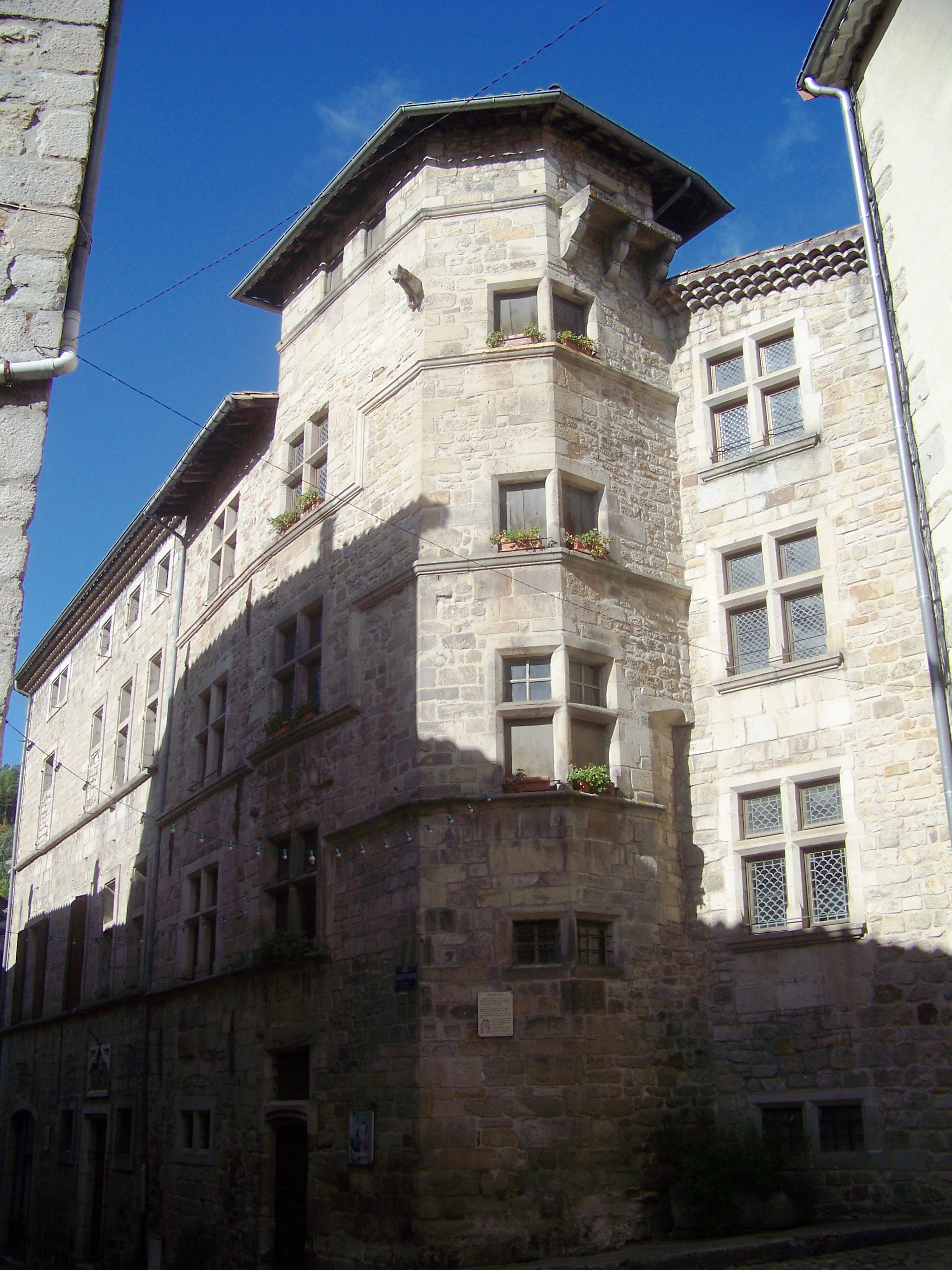
拉让蒂耶尔市政厅

拉让蒂耶尔的现任市长为让·罗歇·迪朗先生（Jean Roger DURAND），他是中间派的一名成员，在2020年的市政选举中获得了57.22%的支持率。
| 拉让蒂耶尔历届市长 | 拉让蒂耶尔历届市长             | 拉让蒂耶尔历届市长                                          |
| 任期               | 市长                           | 党派                                                        |
| ------------------ | ------------------------------ | ----------------------------------------------------------- |
| 1945年－1976年     | Félicien BLANC 费利西安·布朗   | SFIO工人国际法国支部 →PS社会党                              |
| 1976年－1977年     | Jean VIELFAURE 让·维耶福尔     | PS社会党                                                    |
| 1977年－1995年     | André MONTEIL 安德烈·蒙泰伊    | RPR保衛共和聯盟                                             |
| 1995年－2001年     | Edmont LAFFONT 埃德蒙·拉丰     | DVD右翼无党派人士                                           |
| 2001年－           | Jean Roger DURAND 让·罗歇·迪朗 | UDF法国民主联盟 →UDI民主人士和独立人士联盟 →Centriste中间派 |

### 各级选举
| 拉让蒂耶尔历届投票选举结果 | 拉让蒂耶尔历届投票选举结果 | 拉让蒂耶尔历届投票选举结果 | 拉让蒂耶尔历届投票选举结果 | 拉让蒂耶尔历届投票选举结果    | 拉让蒂耶尔历届投票选举结果 | 拉让蒂耶尔历届投票选举结果 | 拉让蒂耶尔历届投票选举结果    | 拉让蒂耶尔历届投票选举结果 | 拉让蒂耶尔历届投票选举结果 |
| 选举项目                   | 选举范围                   | 选区单位                   | 选区单位内的选举结果       | 选区单位内的选举结果          | 选区单位内的选举结果       | 选区单位内的选举结果       | 选区单位内的选举结果          | 选区单位内的选举结果       | 参考资料                   |
| 选举项目                   | 选举范围                   | 选区单位                   | 第一轮胜出者               | 第一轮胜出者                  | 支持率                     | 第二轮胜出者               | 第二轮胜出者                  | 支持率                     | 参考资料                   |
| -------------------------- | -------------------------- | -------------------------- | -------------------------- | ----------------------------- | -------------------------- | -------------------------- | ----------------------------- | -------------------------- | -------------------------- |
| 2017年法國總統選舉         | 法國                       | 市镇                       |                            | 让-吕克·梅朗雄                | 32.28%                     |                            | 埃马纽埃尔·马克龙             | 70.29%                     | [ 23 ]                     |
| 2017年法国立法选举         | 阿尔代什省第三选区         | 市镇                       |                            | 法布里斯·布兰                 | 27.83%                     |                            | 法布里斯·布兰                 | 61.68%                     | [ 23 ]                     |
| 2019年欧洲议会选举         | 法國                       | 市镇                       |                            | 纳塔莉·卢瓦索                 | 17.55%                     | （不适用）                 | （不适用）                    | （不适用）                 | [ 25 ]                     |
| 2021年法国省级选举         | 阿尔代什省                 | 县                         |                            | 洛朗斯·阿勒弗雷德 洛朗·于盖托 | 44.02%                     |                            | 洛朗斯·阿勒弗雷德 洛朗·于盖托 | 64.39%                     | [ 26 ]                     |
| 2021年法国省级选举         | 阿尔代什省                 | 市镇                       |                            | 洛朗斯·阿勒弗雷德 洛朗·于盖托 | 32.88%                     |                            | 洛朗斯·阿勒弗雷德 洛朗·于盖托 | 47%                        | [ 26 ]                     |
| 2021年法国大区选举         |                            | 市镇                       |                            | 洛朗·沃基耶                   | 45.33%                     |                            | 洛朗·沃基耶                   | 53.57%                     | [ 27 ]                     |
| 2022年法国总统选举         | 法國                       | 市镇                       |                            | 让-吕克·梅朗雄                | 37.04%                     |                            | 埃马纽埃尔·马克龙             | 61.27%                     | [ 23 ]                     |
| 2022年法国立法选举         | 阿尔代什省第三选区         | 市镇                       |                            | 弗洛朗丝·帕洛                 | 32.24%                     |                            | 法布里斯·布兰                 | 55.63%                     | [ 23 ]                     |

## 人口
2020年，拉让蒂耶尔市镇人口数量为1,573，在法国排名第6,727位。其中男性748人，女性825人，75岁及以上人口占12.9%，外籍人口数量为113人，人口密度为218人/平方公里，当地居民被称为（男性）或（女性）。2021年，拉让蒂耶尔境内出生8人，死亡人口23人。
| 拉让蒂耶尔1901年－2020年人口变化情况 |
|                                      |
| 数据来源：Cassini、INSEE             |

## 经济
截至2023年11月，拉让蒂耶尔市镇范围内共有各类用人单位（包含自雇）345家，平均历史为18年，均为中小型企业（PME），2023年9月至11月间，当地的经济活力指数为0。（肉制品加工）、（蔬果销售）及（管道安装）是当地2021年营业额最高的三个企业，分别为12,888,495欧元、924,865欧元和241,146欧元。

## 财政与居民收入
2021年，拉让蒂耶尔的财政收入总额为1,745,700欧元，财政支出总额为1,399,240欧元，当年的债务总额为3,622,100欧元。2021年，拉让蒂耶尔市镇通过增值税获得181,230欧元的收入，此外当地还共获得了554,400欧元的国家直接财政补助。
2019年，拉让蒂耶尔的人均月收入总额为1,401欧元，低于法国平均水平（2,303欧元）。
2020年，拉让蒂耶尔境内的青壮年（15至64岁）失业率为28.4%；2022年，当地27.8%的家庭拥有纳税资格，平均纳税2,360欧元，低于法国平均水平（4,393欧元）。

## 社会事务

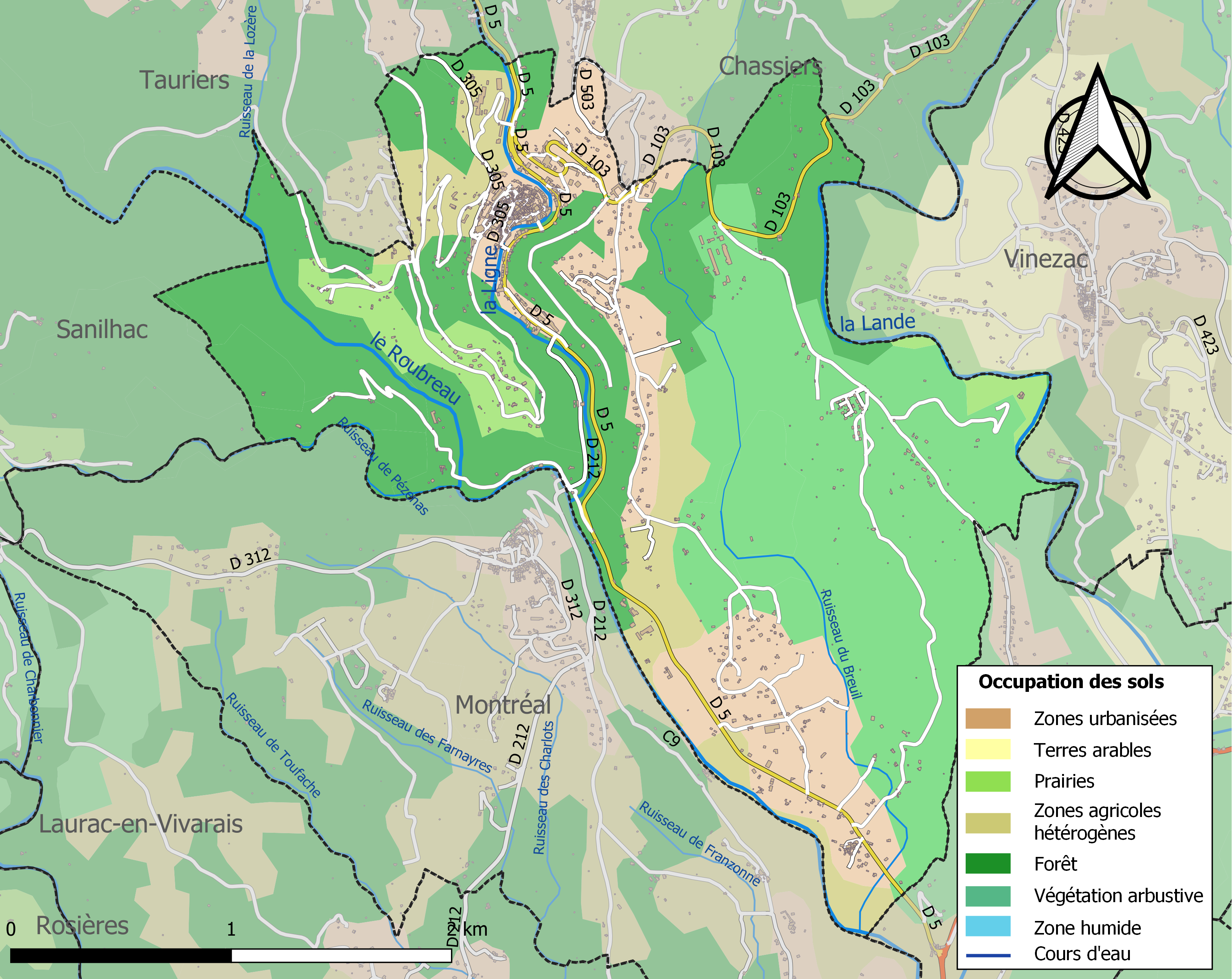
拉让蒂耶尔土地利用情况地图

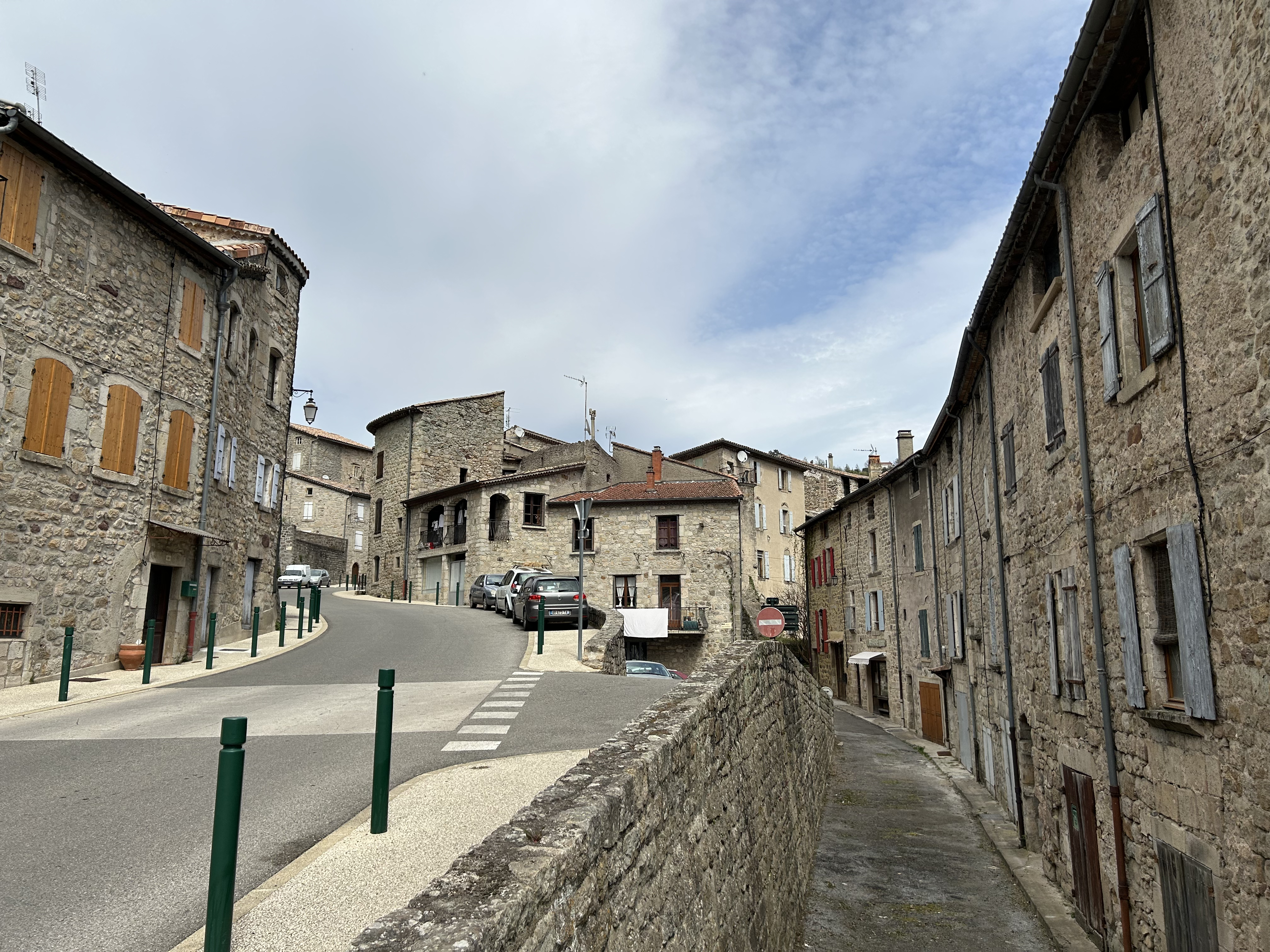
拉让蒂耶尔镇中心

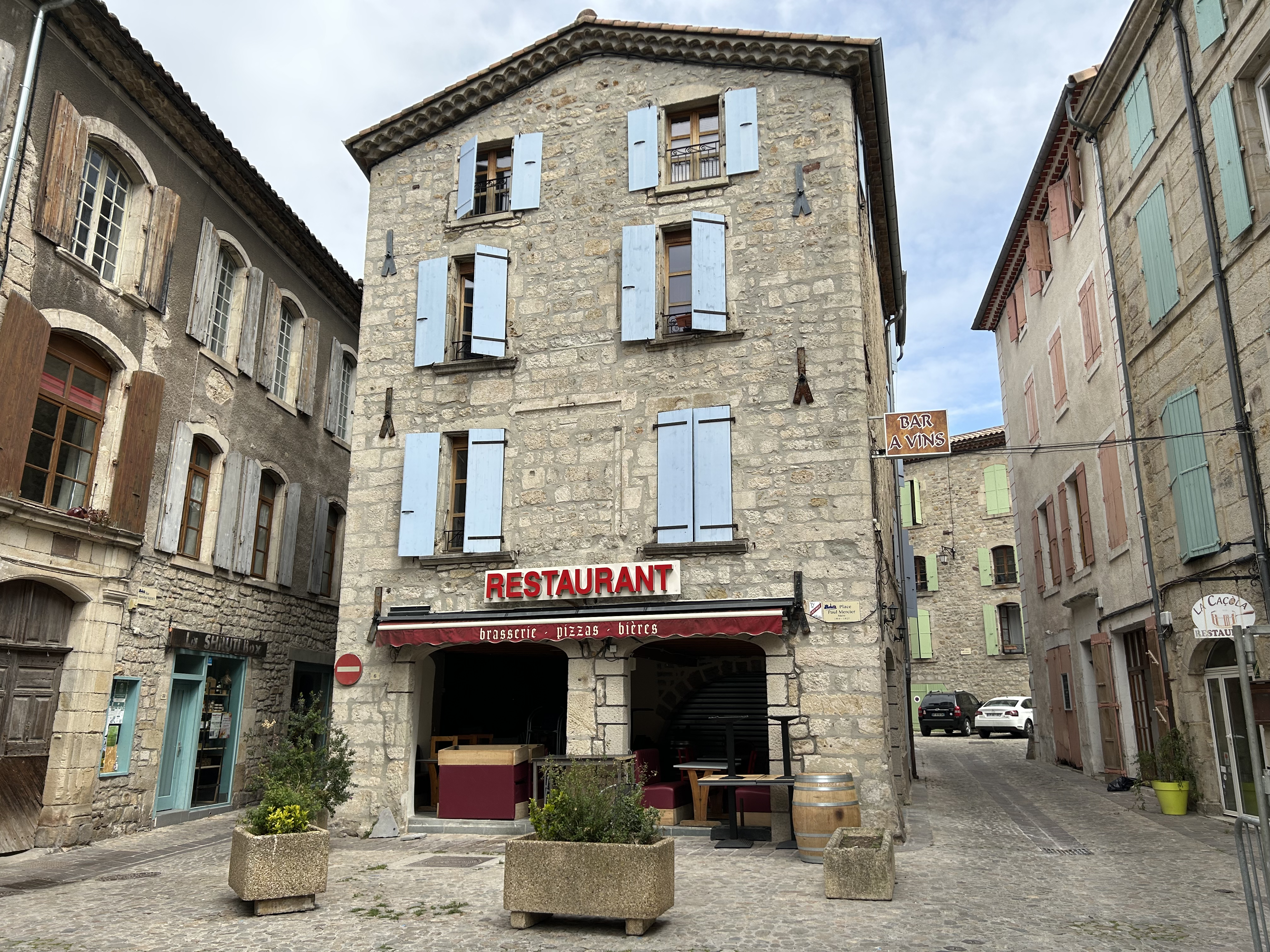
一处传统餐厅

### 教育
拉让蒂耶尔属于格勒诺布尔学区。截至2021年1月1日，拉让蒂耶尔境内共有1所小学、2所初级中学和1所职业高中。2021至2022学年度，拉让蒂耶尔境内共有在校中等教育阶段学生430名。

### 医疗
截至2021年1月1日，拉让蒂耶尔境内共有全科医生2名、保健师4名、牙医2名、护士11名、眼科医生1名和助产士1名。境内共有药房2家、养老院1家、残疾人帮扶中心1家。
拉让蒂耶尔中心医院（Centre Hospitalier de Largentière）是法国的一个区域性医疗机构，其主病区罗谢医院（Hôpital de Rocher）位于拉让蒂耶尔市区北侧，该院设有床位114个，是当地规模最大的公立综合性医院。

### 住房
2020年，拉让蒂耶尔境内共有各类住房1,156套，其中62.9%为独立式居民区，36.5%为集中式居民区。常住房屋占拉让蒂耶尔市镇范围内居民建筑总量的62.1%。
在住房保障政策方面，2022年，拉让蒂耶尔境内共有245户家庭获得了住房经济补助，受益人数占总人口数量的15.2%，其中238份为房租补助。

### 商业
2021年，拉让蒂耶尔境内共有各类实体商铺51家，其中餐厅12家、大型超市1家、面包房1家、肉铺2家、装饰品店1家、银行门店1家、美容美发店4家、汽车维修店1家。市区南部建有一家家乐福超市。

### 体育
2021年，拉让蒂耶尔境内共有2间体育馆、2处网球场、2处足球或橄榄球场以及1处篮球或排球场。
截至2023年11月，利涅河谷体育会（US Val De Ligne，编号582494）是拉让蒂耶尔境内唯一的一家注册足球俱乐部，其主队2023至2024赛季未参加任何足球联赛。

### 环境
拉让蒂耶尔的环境事务由其所属的利涅河谷市镇公共社区联合各级政府协调负责。2021年，拉让蒂耶尔境内暂无污染企业。

### 治安
2021年，拉让蒂耶尔市镇范围内有1处宪兵队，位于市镇南部。
拉让蒂耶尔国家宪兵队（zone gendarmerie de Largentière）的管辖范围共包括142个市镇。2020年，该宪兵队累计记录各类案件2,770起，其中盗窃类案件1,260起，经济类案件321起，毒品交易类案件116起。

## 文化

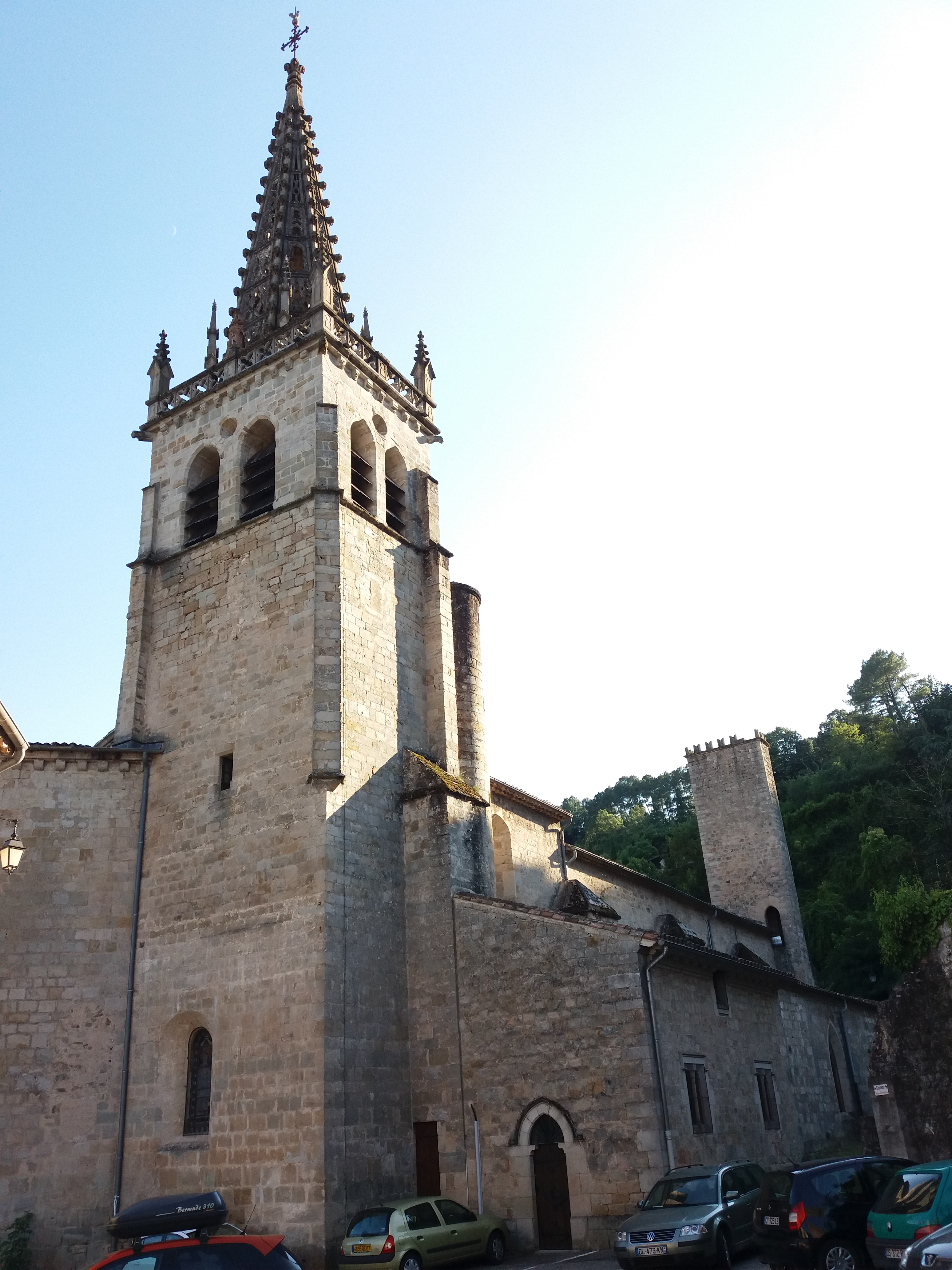
波米耶尔圣母教堂

2021年，拉让蒂耶尔境内暂无任何文化设施。根据拉让蒂耶尔市政府网站的信息，拉让蒂耶尔有一处民间图书馆。

### 建筑
拉让蒂耶尔境内有多处历史建筑，其中波米耶尔圣母教堂、拉让蒂耶尔城堡等为法国国家文物保护单位。

### 旅游
拉让蒂耶尔的旅游事务由其所属的利涅河谷市镇公共社区负责。2023年，拉让蒂耶尔境内共有1家酒店共计19间房间；另有2个露营地，可容纳共85辆露营车。

### 媒体
法国主要的媒体均可在拉让蒂耶尔接收，法国电视三台下属的奥弗涅-罗讷-阿尔卑斯大区频道在部分时段播出拉让蒂耶尔所在阿尔代什省的地方新闻。《阿尔代什周报》、蓝色法兰西德龙-阿尔代什广播、这里广播等是当地主要的地方性媒体。

## 相关人物
法国历史学家阿尔班·马宗和地理学家让-路易·吉罗-苏拉维出生于拉让蒂耶尔。

## 友好城市
截至2023年11月，拉让蒂耶尔暂未建立任何友好城市关系。